# تافولارا
تافولارا جزيرة صغيرة في سردينيا في إيطاليا، تتميز قشرتها الأرضية بطبقة من الحجر الجيري مساحة الجزيرة 6 ك.2، يسكن الجزيرة بضعة عائلات، تعتبر السياحة المصدر الرئيسي لدخل سكانها نظراً لطقسها الدافئ وتمتعها بساحل يتيح ممارسة الغوص، هجرها العديد من السكان سنة 1962 بعد إنشاء محطة هوائية عسكرية تابعة إلى حلف الناتو.